# Bengt Gunnar Magnusson
Bengt Gunnar Magnusson, född 17 september 1925 i Brännkyrka församling, Stockholm, död 3 september 1995 i Salems församling, var en svensk ingenjör. 
Bengt Gunnar Magnusson arbetade tidigt 1957 på svenska delen av Alwac varifrån han sedan rekryterades till Televerket där han blev chefskonstruktör för telefonväxelsystemet AXE Han är gravsatt i minneslunden på Skogskyrkogården i Stockholm.

## Utmärkelser
- 1978 – Ingenjörsvetenskapsakademiens guldmedalj
- 1979 – Polhemspriset
- 1980 – KTH:s stora pris